# اورخان یکم
اورخان یکم یا اورهان یکم معروف به اورخان غازی یا اورخان بیگ پسر عثمان یکم و نوه ارطغرل، دومین حاکم بیگ‌نشین عثمانی بود که بین سال‌های ۱۳۲۴ تا ۱۳۶۲ میلادی حکومت کرد. ایشان با اقتدار تمام و پیروی از رسوم دین اسلام همچون پدرش پا در عرصهٔ جهاد نهاد. اورخان با ضرب سکه و خواندن خطبه‌های نماز جمعه به نام خود، حکومتش را اعلام نمود. اورخان پس از رسیدن به سلطنت به سوی دریای مرمره حرکت کرد و با آندرونیکوس سوم، امپراتور بیزانس وارد جنگ شد. در این جنگ سپاه بیزانس در نبرد پلکانون، که نخستین تقابل عمده مستقیم بین طرفین بود، شکست خورد. اورخان سپس بخش عمده شبه‌جزیره نباره و سواحل خلیج نیکومدیا را تا یالووا در جنوب که شهرهای گبزه و اسکی‌شهر را شامل می‌شدند، تسخیر کرد و نیقیه را در سال ۱۳۳۱ میلادی، محاصره و تصرف نمود.
اورخان سرزمین‌های باقی‌مانده بیزانس در شمال غرب آناتولی را به زیر سلطه خود درآورد که مهم‌ترین آن‌ها تصرف نیکومدیا (ازمیت کنونی) در سال ۱۳۳۷ میلادی و استیلا بر سکوتاری در سال ۱۳۳۸ بود. اورهان همچنین با تسلط بر قلمرو عمرخان در حوالی گوینوق در دریای مرمره و همچنین بر تمامی امیرنشین قراسی در غرب موقعیت خود را تحکیم کرد.

## سال‌های ابتدایی زندگی
اورخان حوالی سال ۱۲۸۱ میلادی به عنوان اولین پسر عثمان یکم در سوگوت چشم به جهان گشود. گفته می‌شود نام او توسط ارطغرل، پدربزرگش برگزیده شد. دوران کودکی و سال‌های اولیه بلوغ او چندان روشن نیست اما آنچه که معلوم است قرابت زیاد او به پدرش بود. برخی منابع از حکمرانی او در سن بیست سالگی بر بخش کوچکی از متصرفات پدر سخن به میان آورده‌اند.

## سلطنت
در سال ۱۳۲۳ یا ۱۳۲۴ میلادی (۷۲۶ هجری) عثمان در بستر مرگ زمین‌گیر شد. اورخان فرزند ارشد وی همراه ۶ تن از بزرگان هم‌رزم عثمان بر بالین وی حاضر شدند. عثمان که مردی دین‌دار و علاقه‌مند به عرفان بود در حضور این افراد به اورخان وصیت کرد از شریعت اسلام دفاع و به عدل با مردم رفتار کند. او سپس وصیت کرد بعد از مرگش جسدش را به شهر تازه فتح‌شده بورسا منتقل و آنجا دفن کنند. اندکی بعد با درگذشت عثمان، اورخان قدرت را به دست گرفت و به روایت تاریخ نگاران عثمانی قصد داشت برادر ناتنی مورد علاقه خود علاءالدین را در حکومت شریک کند که او برای جلوگیری از تفرقه آن را نپذیرفت. اورخان از برادرش خواست دست کم مقام وزارت را عهده‌دار شود که مورد موافقت قرار گرفت.
علاءالدین سلطان را به خروج از سلطه و خراج‌گذاری سلاجقه ترغیب کرد. از آن پس دیگر خطبه و سکه به نام سلجوقیان زده نشد. برخی این تغییرات را مربوط به دوره عثمان دانسته‌اند درحالیکه اغلب آن را به سلطنت اورخان منتسب می‌کنند. او همچنین ارتشی دائمی پدیدآورد. تشکیل نیروهای ینی‌چری را نیز از اقدامات او دانسته‌اند.

### ینی‌چری
پایه‌گذاری‌های نظامی علاءالدین پاشا در شکل دهی به یک ارتش دائم با مواجب ثابت شامل نیروی زمینی و سواره منظم را می‌توان یکی از مؤثر عوامل وفوق خاندان عثمانی در قرون بعد از او انگاشت. گفته می‌شود پانزده تیپ ثابتی که شارل هفتم، پادشاه فرانسه در کشورش ایجاد کرد که نخستین ارتش مدرن دائمی جهان خوانده می‌شود، یک قرن بعد از ارتش دائم عثمانی پدید آمد.
نیروهایی که ارطغرل و عثمان در اقدامات نظامی خود به کار می‌گرفتند شامل داوطلبان، مزدوران یا رعایا تیولی بودند که به صورتی موردی جمع‌آوری شده زیر پرچم خان خود جنگیده و پس از پایان جنگ به خانه‌های خود بازمی‌گشتند. علاءالدین رمز موفقیت را در گردآوری نیروهایی دائم با مواجبی ثابت عموماً به شکل پیاده می‌دید که همواره در حالت آماده باش نگاه داشته شوند. این نیروها که «یایا» خوانده می‌شدند به واحدهای تن نفره، صد نفره و هزار نفره تقسیم شده هر یک دارای فرمانده مخصوص خود بودند.
مخارج این نیروها زیاد بود و عظمت خلق شده در آن‌ها موجب به وجود آمدن نگرانی در سران حاکمیت شد. اورهان این مسئله را با وزیر و سایر مقامات در میان گذاشت که خلیل چَنداری برای حل این مشکل طرح پی ریزی نیرویی موسوم به ینی‌چری را مطرح کرد. در این طرح چنداری پیشنهاد کرد به واسطه حقی که حاکمیت برای خود قائل است، کودکان سرزمین‌های تازه به تصرف درآمده را وارد ارتش کنند تا آن‌ها نیز شرایط زندگی بهتری بیابند. این مدعی بود این کار سایر افراد را نیز به پیوستن به ارتش عثمانی به صورت داوطلبانه تشویق خواهد کرد. بر طبق این توصیه اورخان هزاران تن از بهترین پسران خانواده‌های مسیحی را برگزید. این افراد بر اساس استعدادهای خود آموزش داده شدند و در مقام مختلف از جمله مرابط بالای حکومتی به کار گماشته شدند. این رویه برای قرن‌ها پس از اورخان ادامه پیدا کرد.

### کشورگشایی
اورخان به کمک نیروهای جهادگر و در راس سواره نظام سبک خود شروع به تهاجمات در شمال غربی آناتولی کرد. در ابتدا شهر مودانیا که بندر شهر بورسا به حساب می‌آمد، در ساحل دریای مرمره در سال ۱۳۲۱ میلادی به کنترل او درآمد. اورخان سپس نیروهای خود به در غالب سه لشکر به نواحی مختلف اعزام کرد. با مذاکراتی که صورت گرفت حاکم بیزانسی بورسا فرمانبری او را پذیرفت و با تسلیم شهر، خود و فرزندانش به صفوف ارتش اورخان پیوستند. با انقیاد بورسا، اورخان نیروهای خود را بر تنگه بوسفور و تصرف شهرهای ساحلی آن متمرکز کرد.
آندرونیکوس سوم، امپراتور بیزانس با احساس خطر از تحرکات ترکان، ارتشی متشکل از مزدوران، گردآوری و روانه آناتولی کرد. این لشکر در محلی به نام پلکانون در غرب نیکومدیا با سپاهیان اورخان روبرو شد. اورخان از درگیر شدن در نبردی تمام عیار اجتناب و بخشی از کمانداران خود را جهت حمله به بیزانسی‌ها گسیل کرد. با مشاهده عدم عزم ترکان در نبرد، آندرونیکوس قصد عقب‌نشینی نمود. با بروز تأخیر در این امر، بیزانسی مجبور به بازگشت و تقابل با مهاجمان شدند. با وجود زخم برداشتن شخص امپراتور، در نهایتاً این نبرد بدون نتیجه به پایان رسید. زین پس امپراتور با صرف نظر از آناتولی هیچگاه دیگر اقدام مشابهی را تکرار نکرد.
نیقیه، دومین شهر بزرگ بیزانس پس از یک محاصره سه ساله نهایتاً در سال ۱۳۳۱ میلادی به دست نیروهای اورخان سقوط کرد. گفته می‌شود بسیاری از جمعیت این شهر پیش از سقوط آن، این مکان را به مقصد قسطنطنیه ترک کرده بودند به وجهی که ابن بطوطه، تاریخ‌نگار عرب هفت ماه بعد شهر را «در حال اضمحلال و خالی از سکنه جز با حضور تعداد اندکی در خدمت سلطان» توصیف می‌کند. با از دست دادن نیقیه آندرونیکوس به این اطمینان رسید که او دیگر لزوماً با ابزار نظامی نمی‌تواند بقای امپراتوری و مخصوصاً حفظ قسطنطنیه را تضمین کند. از همین رو جهت انجام ملاقات به شکلی تحقیر آمیز سال ۱۳۳۳ میلادی خود را به اردوگاه اورخان در محاصره نیکومدیا رساند. این دیدار که نخستین ارتباط دیپلماتیک بین طرفین به حساب می‌آمد، به پذیرش پرداخت خراج از سمت امپراتور شوکت باخته، در قبال واگذاشته شدن اراضی اندک باقی مانده در آناتولی به او انجامید. شهر نیکومدیا سال ۱۳۳۷ میلادی به مناطق تحت حاکمیت اورهان ملحق شد و او سلیمان، پسر ارشدش را که رهبری مهاجمان به شهر را بر عهده داشت، به فرمانداری آن گمارد. با تصرف اسکوتاری (امروزه اوسکودار) بیشتر شمال غرب آناتولی به انقیاد اورخان درآمد. با این حال بیشتر خط ساحلی این منطقه همچنان در کنترل امپراتوری بیزانس بود که آن نیز مشکل و تهدید چندانی برای خاندان عثمانی به حساب نمی‌آمد.
از سال ۱۳۴۵ میلادی راهبرد اورخان درگرفتن اراضی از غیر مسلمانان به حمله به سرزمین‌های اسلامی تحت حاکمیت امرای ترک تغییر یافت. این اقدام اورهان نیازمند به مشروعیت بود. در این زمان با مرگ حاکم امیرنشین قراسی و پدیداری جنگ داخلی بین دو پسر او جهت جانشینی پدر، اورهان به بهانه بازگرداندن صلح و آرامش اقدام به مداخله کرد. با ورود نیروهای عثمانی به میدان نبرد هر دو مدعی حاکمیت درون قلعه شهر پرگامیوم (امروزه پرگاما) به محاصره درآمدند. در جریان درگیری‌ها یکی از آن‌ها کشته و دیگری به اسارت درآمد. با این پیروزی، پرگامیوم و مناطق اطراف آن زیر سلطه اورخان قرار گرفت. سلطه بر این امیرنشین اراضی عثمانی را با امیرنشین چناقلعه هم‌مرز کرد.
تا این زمان مناطق تحت کنترل بیگ‌نشین عثمانی به چهار منطقه تقسیم می‌شد:
1. مناطق اولیه حوالی سوگوت و اسکی‌شهر که از سلطان سلجوقی روم دریافت شده بود
2. هوداوندیگار (خداوندگار - حوزه سلطان) شامل ناحیه بورسا و ایزنیک
3. شبه جزیره کوجا علی اطراف ازمیت
4. امیرنشین سابق قراسی اطراف بالیکسیر و پرگاما

### دوران تحکیم
با سلطه بر قراسی، قریب به بیست سال از حاکمیت اورهان در صلح و آرامش سپری شد. در این مدت اورخان به تشکیل یا گسترش نهادهای نظامی و غیرنظامی در مناطق تحت سلطه خود پرداخت. او در این بیست سال، حاکمیت نظم و ثبات داخلی را تضمین کرد، مدارس و مساجد متعددی ساخت و سازمان‌های خدمات عمومی گسترده‌ای تأسیس نمود. اورخان از آن پس جز تصرف آنکارا دیگر دست به توسعه اراضی خود نزد.
او برای حفظ این صلح و آرامش با وجود نبردهای اولیه، روابط حسنه‌ای با آندرونیکوس سوم، امپراتور بیزانس و جانشینان او بر قرار کرد. با این حال پدیداری جنگ داخلی در بیزانس و استفاده از نیروهای ترک به عنوان مزدور در این درگیری‌ها، پای اورخان را که از جانب ژان ششم، امپراتور جدید بیزانس به عنوان قدرتمندترین حکمران ترک در آناتولی به‌شمار می‌رفت، نیز به این میدان کشید. امپراتور به امید به‌کارگیری از نیروهای عثمانی در جهت منافع خود، ثئودورا، یکی از دخترانش را با وجود اختلافی سنی زیاد و تفاوت مذهب به عقد اورخان درآورد. شرح مراسم عروسی این دو تن که در سلیمبریا (سیلیوری کنونی) برگزار شد، به تفصیل توسط نویسندگان بیزانسی به ثبت رسیده است. مدتی بعد اورخان و امپراتور حوالی کنستانتینوپولیس با یکدیگر دیدار نمودند و جشن بزرگ دیگری بر پا کردند.
در این بین حملات غارت گرانه عده ای از ترکمانان به شهرهای بیزانسی در جانب غربی تنگه داردانل، موجب برخورد قهر نیروی‌ها بیزانسی با آن‌ها و بروز تنش و به تیرگی گرویدن روابط امیر عثمانی و حکام بیزانسی گردید.

## اضمحلال امپراتوری بیزانس
بروز جنگ داخلی و هدف قرار گرفتن توسط ترکمن‌ها از یک طرف و دست اندازی دولت-شهرهای تاجر ایتالیایی همانند ونیز و جنوا نسبت به منافع و اراضی امپراتوری بیزانس، این امپراتوری در سراشیبی سقوط قرار گرفت. دولت بیزانس به اندازه‌ای ضعیف شده بود که دیگر نمی‌توانست در مقابل تجاوز دریایی دولت-شهرهای ایتالیایی مقاومت کند. شرایط به اندازه ای تشدید شد که جمهوری جنوا توانست بخشی از ساحل کنستانتینوپول را که گالاتا نامیده می‌شد، به کنترل خود درآورد. حضور پر رنگ تجاری و سلطه ناوگان دریایی جنوا بر منطقه، امپراتوری بیزانس را که تقریباً تمامی ذخایر و منابع مالی خود را پس از یک جنگ داخلی شش ساله از دست داده بود، تحت فشار اقتصادی مضاعفی قرار داد. تلاش بیزانسی‌ها برای جذب تاجران خارجی با کاهش تعرفه‌های مالی، به دو جنگ این دولت و جمهوری جنوا در سال‌های ۱۳۴۸ و ۱۳۵۲ انجامید که با وجود بهره‌گیری از اتحاد با ونیزی‌ها، با از بین رفتن نیروی دریایی بیزانس به نتیجه خاصی نرسید. گفته می‌شود در این کشاکش، اورخان که از حضور ونیزی‌ها در منطقه و اقدامات آن‌ها ناراضی بود، به جنوایی‌ها کمک رسانی کرد و حتی نیروهایی نیز در اختیار آن‌ها قرار داد.
در تب‌وتاب این اوضاع و با بهره‌گیری از ضعف و استیصال بیزانسی‌ها، سلیمان پاشا، فرزند ارشد اورخان با گذر از تنگه داردانل در اقدامی جسورانه قلعه زیپ (Tzympe) را در سال ۱۳۵۶ به تصرف خود درآورد تا جای پای محکمی برای عثمانی در جانب اروپایی تنگه باز کند. البته برخی بر این باورند که امپراتور خود این قلعه را به ترکان سپرد. پس از زلزله مخرب سال ۱۳۵۴ و تخلیه سکنه منطقه، سلیمان موفق شد با پیشروی هر چه بیشتر خود را به گلیبلو به برساند. او با رد پیشنهادهای متعدد مادی امپراتور ژان ششم برای پس دادن قلعه و شهر گلیبولو، ترکان مهاجر را در آن سکنا داد. ژان برای تحقق خواسته خود به اورخان که داماد او به حساب می‌آمد، نیز متوسل شد اما مجدداً به نتیجه‌ای نرسید.

## سال‌های پایانی عمر
عمر اورخان بلندترین و طول دوران حاکمیت او یکی از بلندترین سلطنت‌ها بین تمامی سلاطین عثمانی به حساب می‌آید. در سال‌های آخر زندگانی اورخان معاشی منزویانه در شهر بورسا پیش گرفت و بیشتر امور حکومتی را به پسر دوم خود، مراد سپرد.
خلیل، پسر اورخان از ثئودورا در سال ۱۳۵۶ در سواحل ازمیت توسط یک کشتی تجاری جنوایی که در کنار تجارت به دزدی دریایی نیز مشغول بود، ربوده و به جزیره فوکایا در دریای اژه منتقل شد. نهایتاً از طریق امپراتوری بیزانس و با پرداخت باج ۱۰۰ هزار سکه طلا خلیل به خانه بازگشت. این درحالی بود که بیزانسی‌ها برای ساخت نیروی دریایی برای جنگ در مقابل جنوا تنها از ۵۰ هزار سکه طلا استفاده کرده بودند.
سلیمان پاشا، فرزند اورخان که احتمالاً قرار بود بر منصب پدر تکیه بزند، در سال ۱۳۵۷ در اثر جراحات حاصل از سقوط از پشت اسب پیش از پدر درگذشت. مرگ سلیمان ضربه روحی سنگینی به اورخان وارد کرد.
اورخان که گفته می‌شود غم از دست دادن فرزند او را به شدت متأثر کرده بود، در سال ۱۳۶۲ و احتمالاً با دلایل طبیعی در بورسا، در سن هشتاد سالگی و پس از ۳۶ سال حکمرانی چشم از جهان فروبست و در همان‌جا در مقبره‌ای اختصاصی به خاک سپرده شد.

## نگارخانه

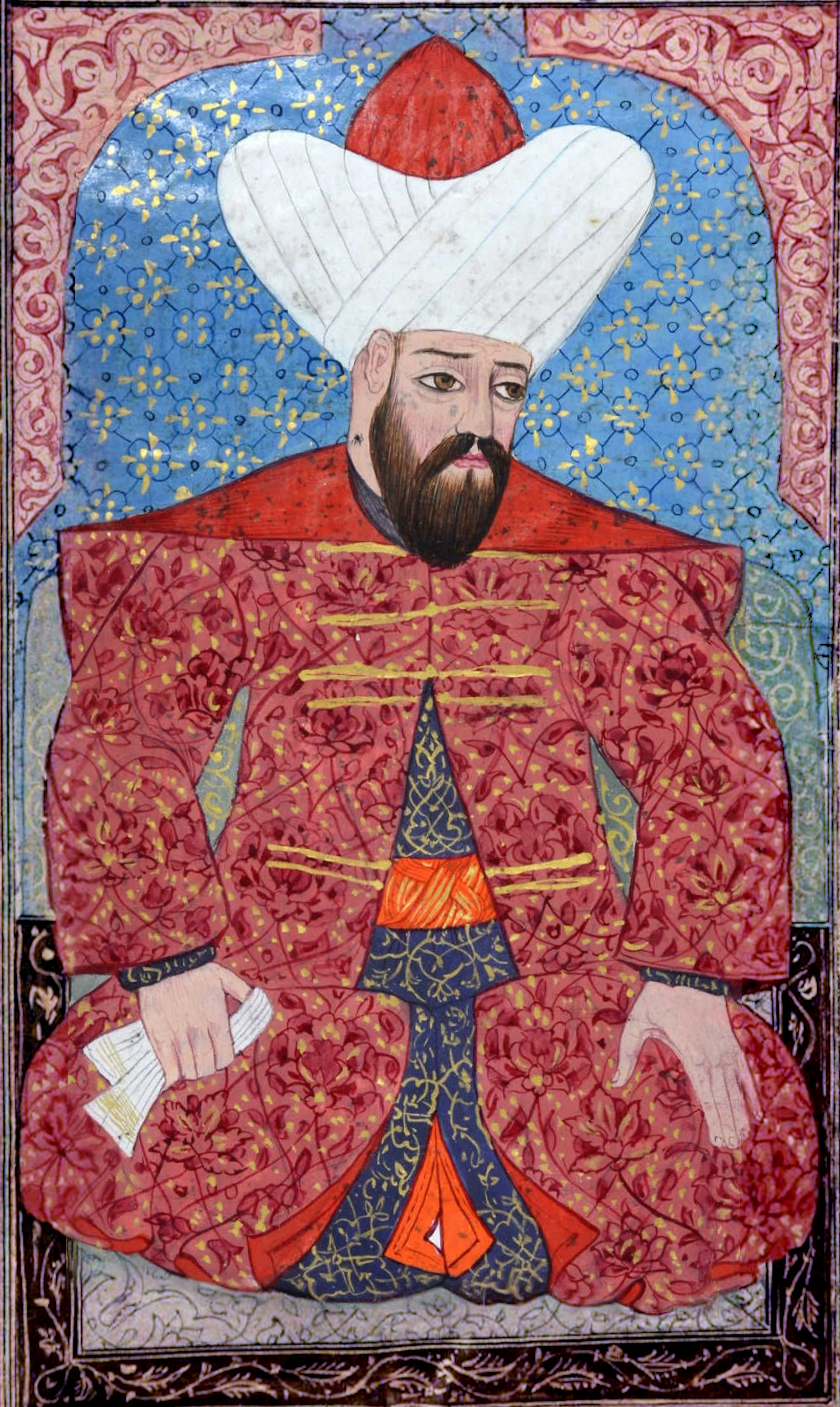
سلطان اورخان غازی
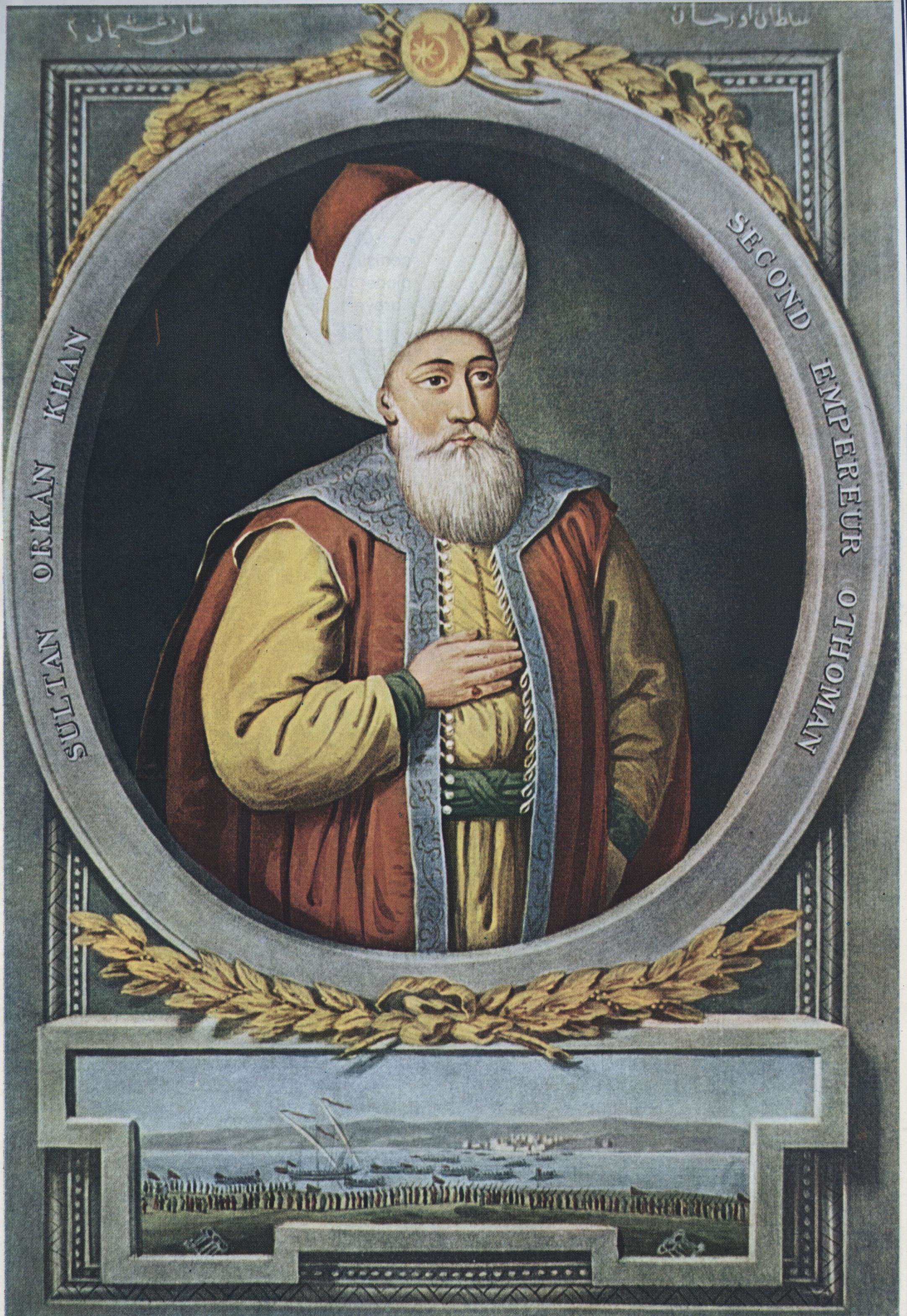
نگاره‌ای از اورخان یکم
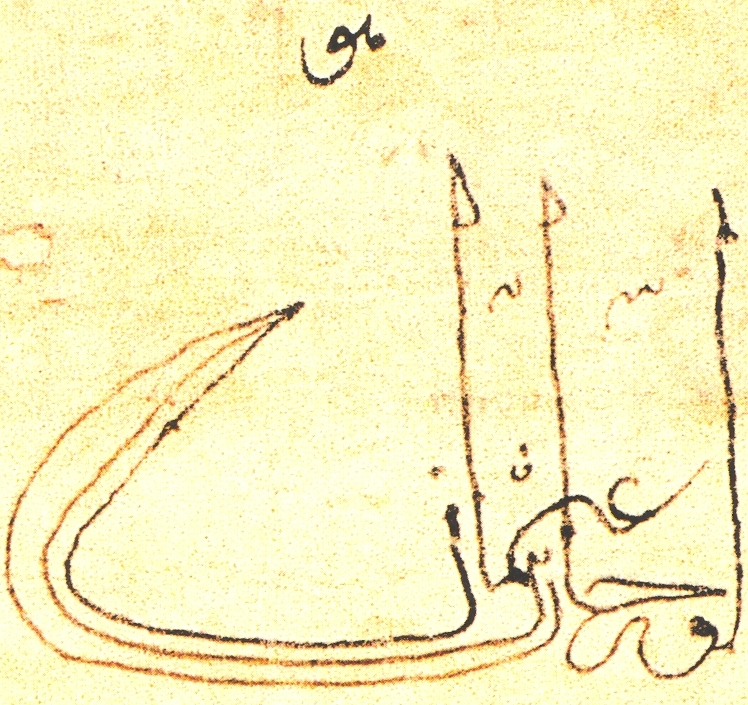
طغرای سلطان اورخان غازی. اورخان نخستین سلطان عثمانی بود که از طغرا استفاده کرد
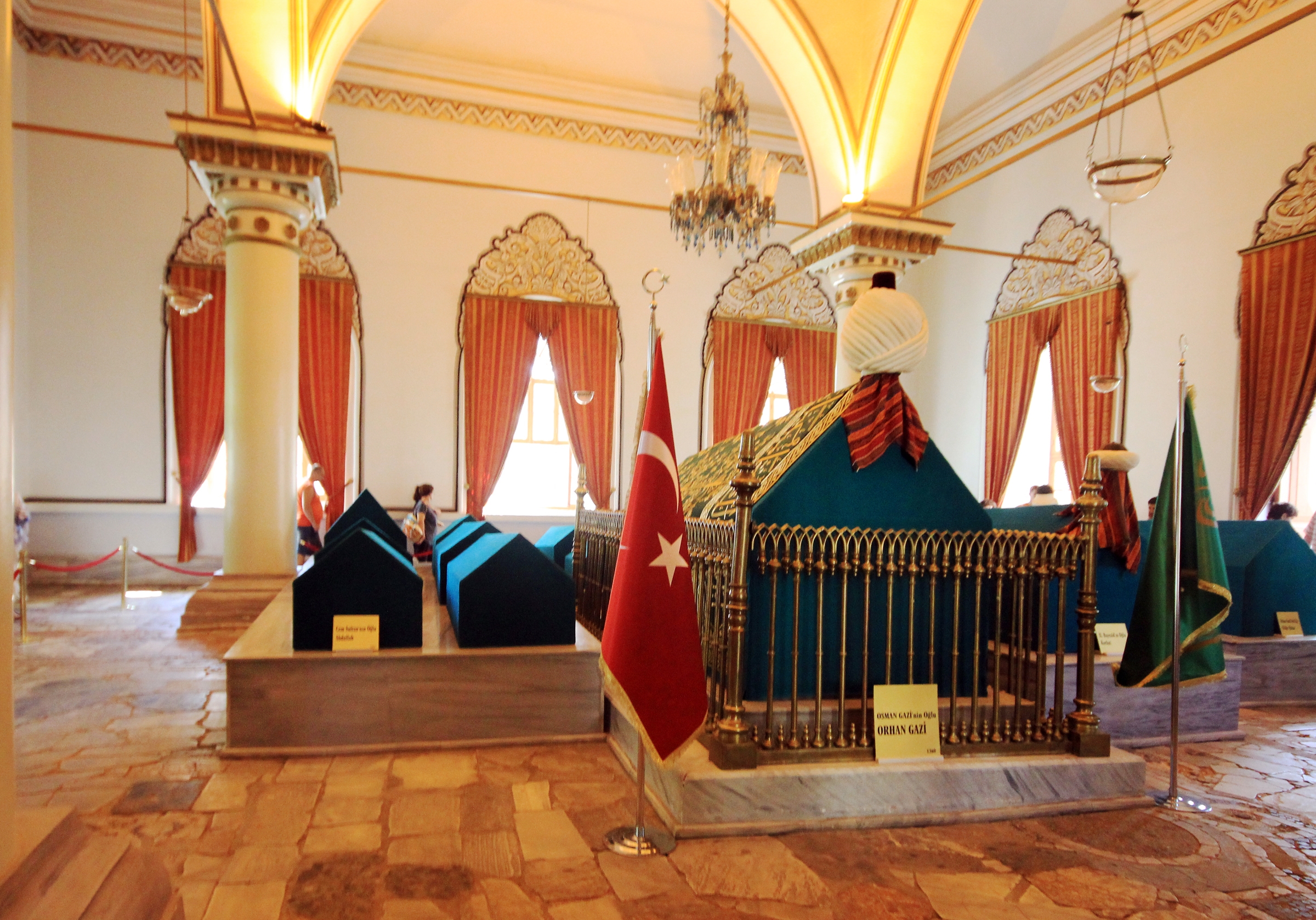
مقبره اورخان یکم، بورسا، ترکیه
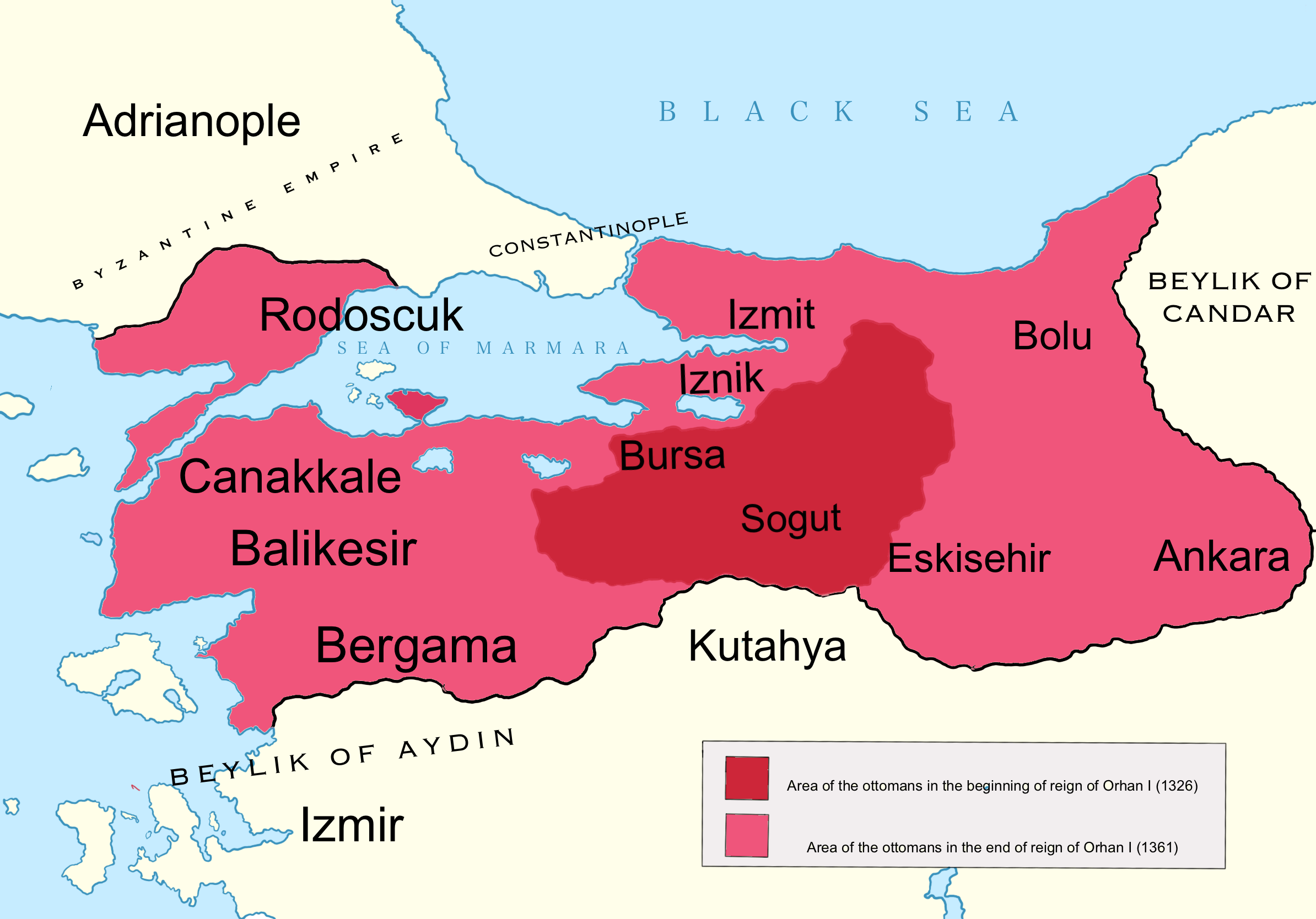
امپراتوری عثمانی در زمان اورخان یکم